# ريتشارد أتوود
ريتشارد أتوود (بالإنجليزية: Richard Attwood)‏ مواليد 4 أبريل 1940 في ولفرهامبتن، ستافوردشاير، إنجلترا، هو سائق فورملا 1 بريطاني بدأ مسيرته الاحترافية سنة 1964. كان أول سباق له هو جائزة بريطانيا الكبرى 1964. خاض خلال مسيرته 17 سباقاً.

## سباقات شارك فيها
- لو مان 24 ساعة
- بطولة العالم للسيارات الرياضية

## روابط خارجية
- ريتشارد أتوود على موقع Racing-Reference.info (الإنجليزية)
- ريتشارد أتوود على موقع DriverDB.com (الإنجليزية)